# Девятки (фильм)
«Девятки» (англ. The Nines) — психологический триллер / драма 2007 года, написана и поставлена Джоном Огастом. Главные роли исполнили Райан Рейнольдс, Хоуп Дэвис, Мелисса Маккарти и Эль Фэннинг.

## Сюжет
Пути актёра, сценариста ТВ-шоу, участвующего в реалити-проекте, и известного разработчика видеоигр сплелись самым загадочным и мистическим образом. Их жизни и жизни их близких оказались связаны таинственным числом «девять»…

## Интересные факты
- Дом, где останавливается Гэри и живёт Гэвин, в реальности является домом режиссёра Джона Огаста.[1]
- Слоган фильма. «Y9u never kn9w when y9ur number is up».

## В ролях
- Райан Рейнольдс — 9 / Гэри актёр / Гевин сценарист / Габриэл дизайнер компьютерных игр.
- Мелисса Маккарти — Маргарет агент Гэри / Мелисса актриса  / Мэри жена Габриэла.
- Хоуп Дэвис — 9 / Сара соседка Гэри / Сьюзен исполнительный продюсер / Сиерра таинственная женщина.
- Эль Фэннинг — Ноэль.
- Бен Фальконе — сам себя.
- Дэвид Денман — 9 / полицейский / взволнованный человек.
- Октавия Спенсер — 9 / проститутка.